# Håbets hotel
Håbets hotel er det fjerde studiealbum fra den danske rocksanger Michael Falch. Det blev udgivet i 1989.

## Spor
1. "Håbets Hotel" - 1:21
2. "Dage" - 4:04
3. "Hip Som Hap" - 4:11
4. "Min Stjerne" - 3:52
5. "Lykkelig Er Den" - 4:25
6. "Atlanten" - 3:25
7. "Så'n Bli'r Det Ikke I 90'erne" - 4:16
8. "Pocahontas' Hævn" - 4:28
9. "Himlen Er Næsten Blå" - 3:27
10. "Kun En Drøm" - 4:44